# Rete tranviaria di Ploiești
La rete tranviaria di Ploiești è la rete tranviaria che serve la città rumena di Ploiești. Il primo tram ha iniziato le corse nel 1987. È gestita dalla TCE Ploiești.

## Rete
La rete tranviaria di Ploiești  è composta da due linee.
| Linea | Percorso                         | Apertura | km | Fermate |
| ----- | -------------------------------- | -------- | -- | ------- |
| 101   | Spitalul Județean - Gara de Sud  | 1987     | ~6 | 13      |
| 102   | Spitalul Județean - Gara de Vest | 1987     | ~5 | 13      |

## Storia
La rete tranviaria di Ploiești è stata costruita nel 1987 (alcune fonti citano l'inizio della costruzione nel 1986) come parte della politica di attivazione di tranvie negli anni '80 in Romania, e aveva alla sua apertura 6 linee. La tranvia fu costruita in fretta a causa della visita di Elena Ceaușescu nella città, questo spiega la cattiva qualità dei binari del tram e la "distruzione" dell'asfalto vicino ai binari del tram, secondo l'ultimo sindaco comunista della città, Alexandru Apostol.
La fine degli anni '90 ha segnato la fine della maggior parte di queste linee del tram, a partire dalla rimozione della linea 105 nel 1998. Difatti nel 2003 erano esistenti solo le linee 101 e 102. Nel 2009, il sindaco di Ploiești, Andrei Volosevici, propose la chiusura della linea 101, ma la proposta fu accolta con una forte opposizione da parte della gente del posto. Negli anni 2010 la qualità dei binari del tram era considerata così pessima, così furono avviati i lavori di ammodernamento intorno al 2014. Nel 2016 è stata riaperta la rete tranviaria, con infrastrutture ammodernate e aggiornate.

## Materiale rotabile
All'apertura nel 1987 la flotta era composta da tram Timiş 2 (prodotto da Electrometal Timişoara) e V3A (prodotto da ITB București Main Workshops), ma la maggior parte è stata ritirata dalla fine degli anni '90 all'inizio degli anni 2000. Inoltre, a partire dagli anni '90, la rete tranviaria ha ricevuto alcuni tram Tatra KT4D dalla città di Potsdam, in Germania. Questi funzionano ancora oggi, e i tram numerati da 070-099 sono KT4D non modernizzati mentre i tram da 100-106 sono KT4DM modernizzati. La maggior parte di loro ha mantenuto la livrea originale di Potsdam fino al 2014, ma ad oggi hanno la propria livrea dopo una ristrutturazione fatta nel 2016.

## Galleria d'immagini

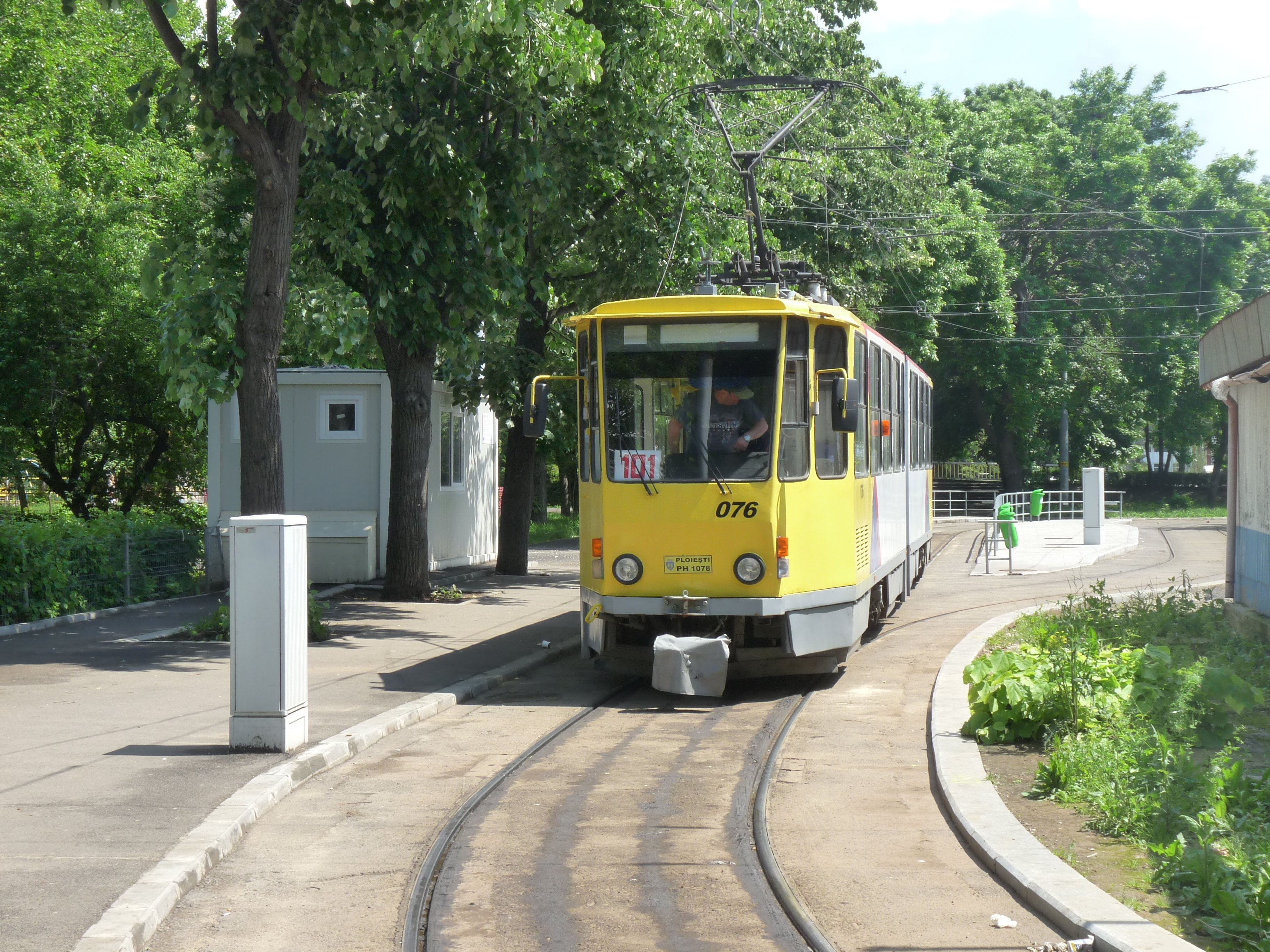
KT4D tram, 2017 (rinnovato a Ploiesti)
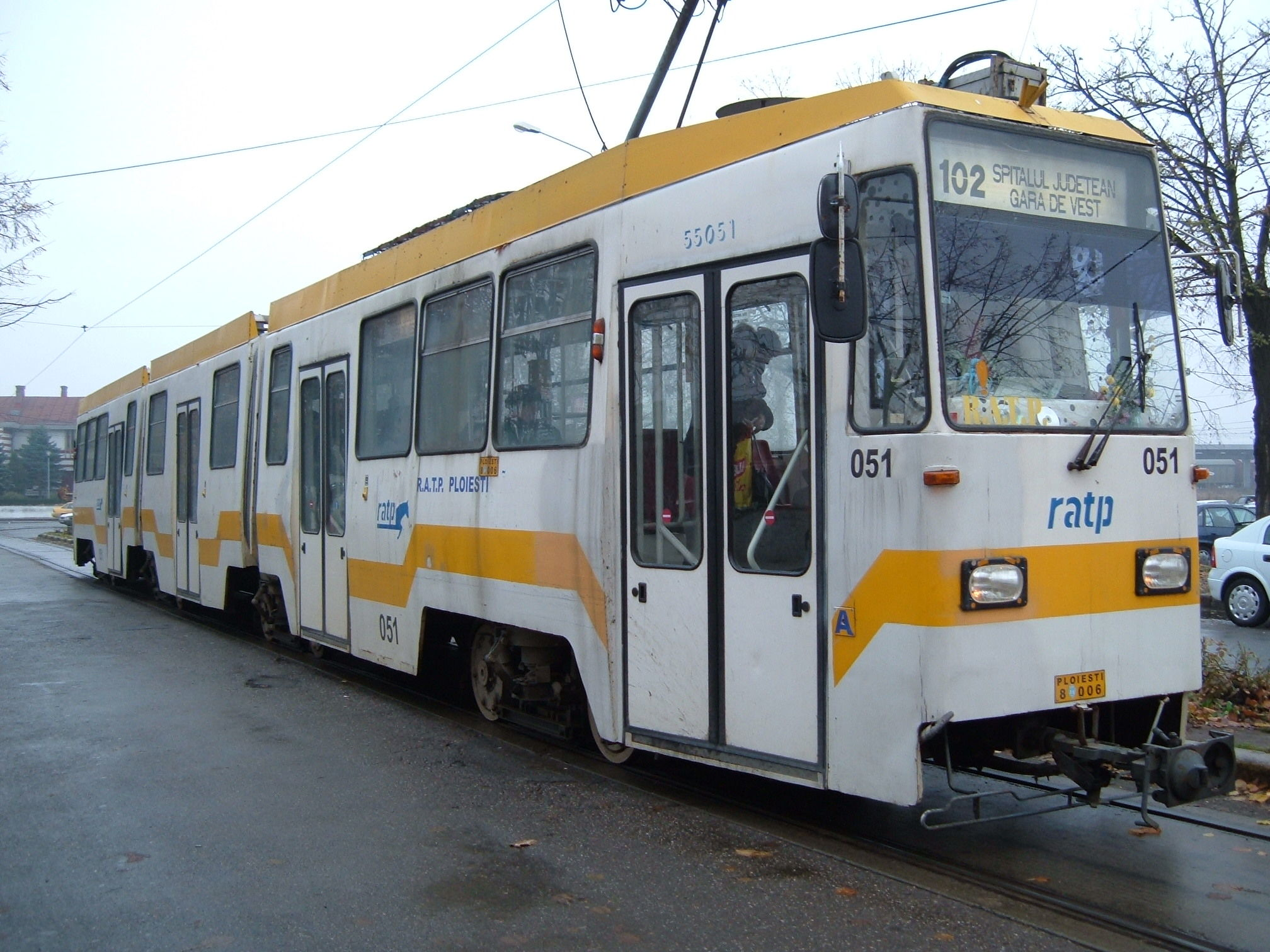
V3A tram (numero 051), 2006
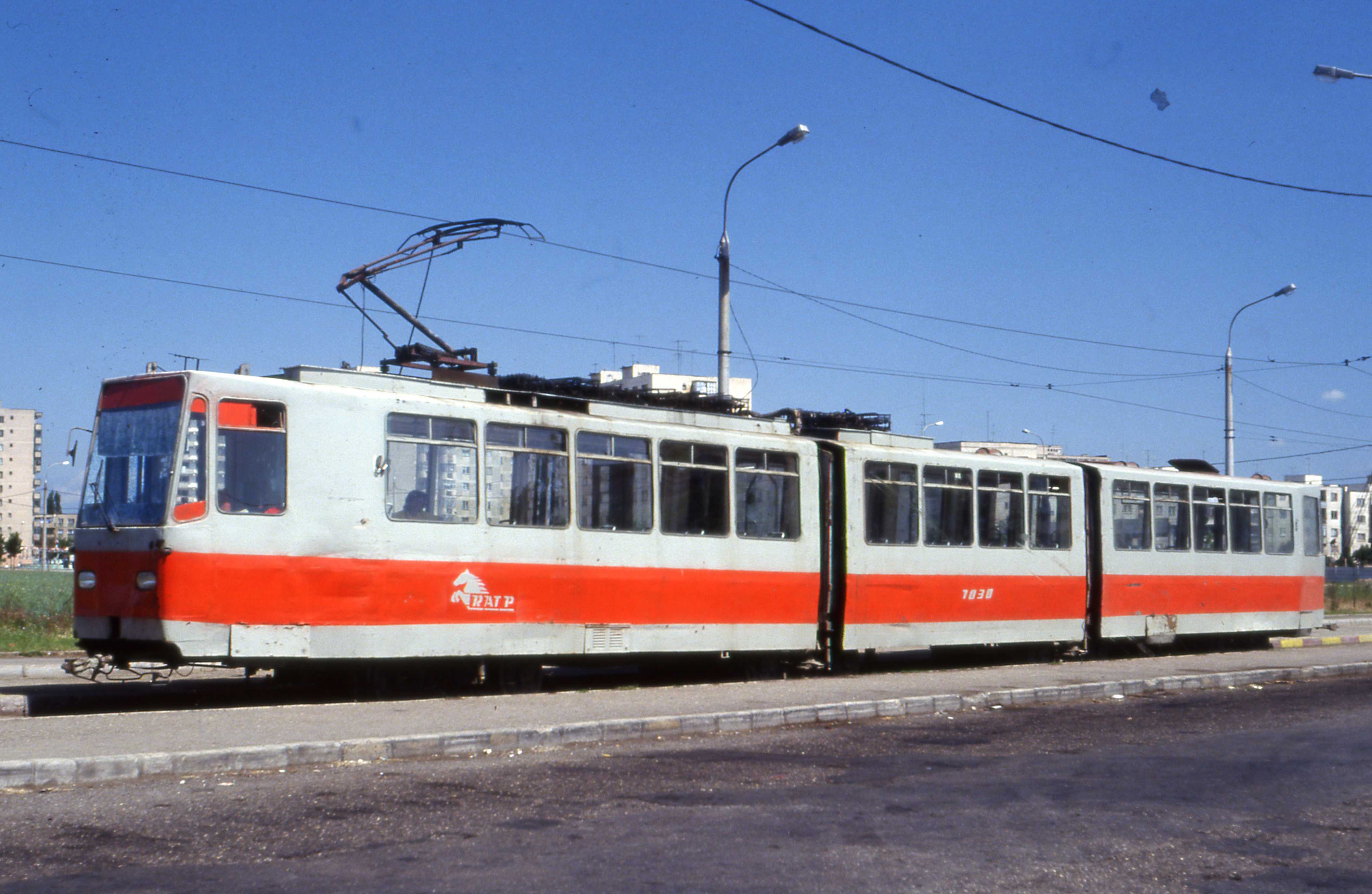
V3A tram (numero 7030), 1994 (ritirato)
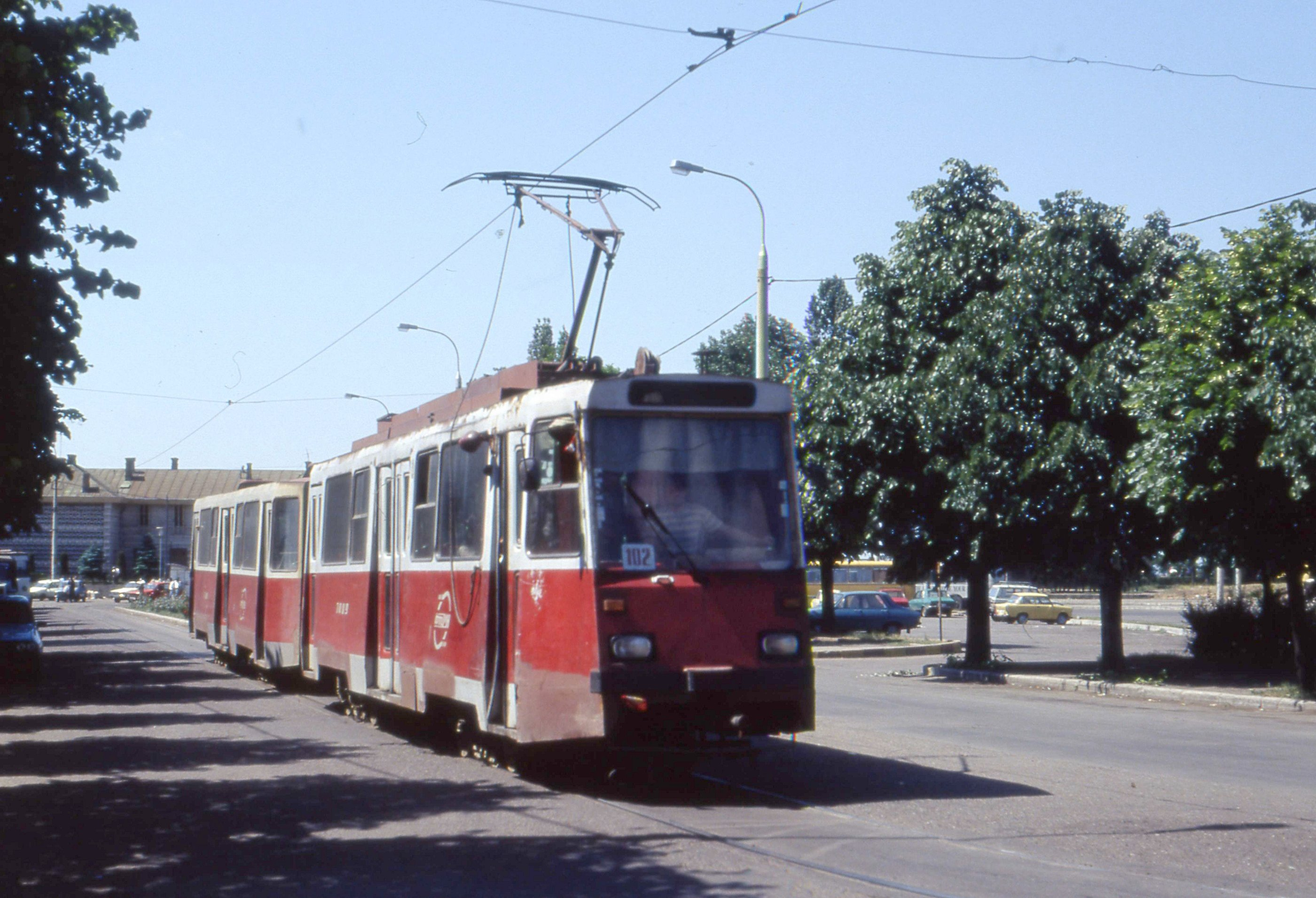
Timiș 2 tram (numero 7089), 1994 (ritirato)